# Reichenbach (Westhausen)
Reichenbach ist ein Wohnplatz auf der Gemarkung des Hauptortes Westhausen der Gemeinde Westhausen (Württemberg) im Ostalbkreis in Baden-Württemberg.

## Geographie
Der seit der ersten Hälfte des 20. Jahrhunderts stark angewachsene Weiler Reichenbach liegt in der kleinen Talbucht des nur 21⁄2 km langen, nordostwärts zur oberen Jagst ziehenden Reichenbachs am Braunjurafuß der Schwäbischen Alb auf Höhen um 510 m ü. NHN. Naturräumlich gehört es deshalb zum Hügelland von Baldern im Unterraum Härtsfeldvorland des Östlichen Albvorlandes, während sich nahe im Süden im Halbring der Albtrauf des Nordwestlichen Härtsfeldes im Unterraum Härtsfeld von Albuch und Härtsfeld erhebt. Der Sporn Bohler im Westen erreicht 669,8 m ü. NHN, der Erbisberg im Südosten ungefähr 650 m ü. NHN.
Im Südwesten verläuft die Bundesautobahn 7, nachdem sie im Agnesburgtunnel unter dem Spornhals des Bohlers den Albanstieg bewältigt hat, am oberen Albtrauf. Im Norden wird Reichenbach vom Hauptort Westhausen durch die Bundesstraße 29 und die Bahnstrecke Stuttgart-Bad Cannstatt–Nördlingen getrennt. In den Gewannen Bei der Steinbaracke, Mühläcker, Breite, Letten/Heuwiesen und Leinwiesen sind mehrere Neubaugebiete bereits entstanden oder vorgesehen.

## Geschichte
Im 13. Jahrhundert wird die Burg Reichenbach und das gleichnamige Adelsgeschlecht erstmals urkundlich erwähnt. Auch der Burgstall Agnesburg wird in dieser Zeit erstmals genannt.
Der Ort Reichenbach kann als klassischer Burgweiler im Umfeld der Agnesburg entstanden sein. 1330 wird der Ort erstmals urkundlich erwähnt. Eine erste urkundliche Erwähnung findet sich 1330. Die Ortsherrschaft hatte der Deutsche Orden (auf der Kapfenburg) und die Fürstpropstei Ellwangen (im Amt Wasseralfingen) gemeinsam inne. Der Ort blieb lange sehr klein. In der ersten Hälfte des 18. Jahrhunderts wurden 16 Untertanen (4 Bauern, 4 Löhner, 8 Seldner) gezählt. In der zweiten Hälfte des 20. Jahrhunderts erfolgten umfangreiche Erweiterungen durch Neubaugebiete Richtung Westhausen.
Im Rahmen der Mediatisierung und der Säkularisation aufgrund des Reichsdeputationshauptschlusses kam Reichenbach zum Königreich Württemberg (Oberamt Ellwangen). Bei der Kreisreform während der NS-Zeit in Württemberg wurde Reichenbach 1938 dem Landkreis Aalen zugeordnet.

## Kirche
Die Katholische Kirche St. Georg wurde 1729 erbaut. Der mittelalterlichem Westturm und Polygonchor wurde in das Bauwerk einbezogen.

## Kulturdenkmale
Für die unter Denkmalschutz stehenden Kulturdenkmale siehe die Liste der Kulturdenkmale in Reichenbach.